# Cloudy with a Chance of Meatballs (serie de televisión)
Cloudy with a Chance of Meatballs (en España Lluvia de albóndigas: La serie y en Latinoamérica Lluvia de hamburguesas: La serie) es una serie de televisión animada canadiense-estadounidense producida por DHX Media y Sony Pictures Animation en asociación con Corus Entertainment. Es la primera serie de televisión producida por Sony Pictures Animation. Basado en el libro de niños Cloudy with a Chance of Meatballs y las películas del mismo nombre, La serie fue animada tradicionalmente usando Toon Boom. Originalmente comisionada por Teletoon y YTV en Canadá. La serie fue estrenada el 6 de marzo de 2017, en Cartoon Network, con un vistazo al aire el 20 de febrero de 2017. También se estrenó en Boomerang en el resto del mundo.

## Sinopsis
La serie es una precuela, con los años de escuela secundaria de Flint Lockwood, el científico joven excéntrico en las películas. En sus aventuras, se unirá a Sam Sparks, una nueva chica en la ciudad y el reportero de "wannabe" de la escuela, junto con Tim, Steve el mono de Flint, Manny como director del club audiovisual de la escuela, Earl como un profesor de educación física de la escuela, Brent como un bebé desgastado, y el alcalde Shelbourne, que gana todas las elecciones en la plataforma pro-sardina.
Este show es notable por tener un retcon de los eventos de la primera película. En la película, Flint y Sam se conocieron en su edad adulta, mientras que en la serie de televisión, se conocieron en la escuela secundaria. Sin embargo, en el primer episodio, Flint dice que si Sam se aleja de Swallow Falls, inventará un borrador de memoria.
Bill Hader y Anna Faris no repitieron sus papeles como Flint y Sam; Son en cambio voz de Mark Edwards y Katie Griffin, respectivamente.

## Personajes
- Flint Lockwood
- Sam Sparks
- Baby Brent
- Tim Lockwood
- Alcalde Shelbourne
- Elias Devereaux
- Manny
- Hijo Del Alcalde Shebourne
- Steve

## Reparto
Ninguno de los actores originales de voz y actrices de la película 2009 y su secuela 2013 (incluyendo Bill Hader, Neil Patrick Harris, Anna Faris, Andy Samberg y James Caan) retomaron sus papeles. Estos son reemplazados por nuevos actores de voz:
- Patrick Stewart interpreta Flint Lockwood & Steve.[4]
- Katie Griffin interpreta a Sam Sparks.[4]
- David Berni interpreta a Baby Brent.[4]
- Seán Cullen interpreta a Tim Lockwood, Mayor Shelbourne & Old Rick.[4]
- Patrick McKenna interpreta a Gil & Manny.[4]
- Clé Bennett interpreta a Elias Devereaux.[4]

## Episodios
| Temporada | Temporada | Episodios | Estados Unidos        | Estados Unidos      | Latinoamérica                                           | Latinoamérica                                       | España                                                              | España |
| Temporada | Temporada | Episodios | Comienzo              | Final               | Comienzo                                                | Final                                               | Comienzo                                                            | Final  |
| --------- | --------- | --------- | --------------------- | ------------------- | ------------------------------------------------------- | --------------------------------------------------- | ------------------------------------------------------------------- | ------ |
|           | 1         | 52        | 20 de febrero de 2017 | 11 de enero de 2018 | 12 de mayo de 2017 (BOOM) 18 de mayo de 2017 (CN)       | 23 de febrero de 2018 (BOOM) 6 de mayo de 2018 (CN) | 25 de junio de 2018 (Neox Kidz) 26 de junio de 2018 (Web Neox Kidz) | -      |
|           | 2         | 52        | 7 de abril de 2018    | -                   | 5 de octubre de 2018 (BOOM) 5 de noviembre de 2018 (CN) | -                                                   | -                                                                   | -      |

## Producción y distribución
Sony Pictures Animation y la empresa de entretenimiento familiar canadiense DHX Media firmaron para coproducir la serie en 2014, comenzando con 26 episodios de 22 minutos (52 segmentos de 11 minutos). DHX Media se encargará de la distribución global de entretenimiento en el hogar de televisión y no estadounidenses, junto con los derechos de comercialización en todo el mundo, mientras que Sony distribuirá entretenimiento doméstico en los Estados Unidos. Turner Broadcasting gestionará la distribución internacional a través del canal Boomerang.